# Нагрудний знак «За службу»
Почесний нагрудний знак командувача Сухопутних військ Збройних Сил України «За службу» — відомча заохочувальна відзнака для нагородження військовослужбовців Збройних сил України.

## Історія нагороди
Почесний нагрудний знак командувача Сухопутних військ Збройних Сил України «За службу» затверджено наказом Міністра оборони України № 426 від 13 серпня 2010 року.

## Положення про відзнаку
- Почесним нагрудним знаком командувача Сухопутних військ Збройних Сил України «За службу» (далі — почесний нагрудний знак) нагороджуються військовослужбовці та працівники Сухопутних військ Збройних Сил України, які сумлінно виконують військовий обов'язок (службовий) і досягли значних результатів у військовій службі.
- Нагородження (позбавлення) почесним нагрудним знаком здійснюються наказом командувача Сухопутних військ Збройних Сил України (по особовому складу).
- Представлення до нагородження почесним нагрудним знаком здійснюється за поданням командувачів військами оперативних командувань, командирів армійських корпусів, начальника територіального управління «Північ», командирів (начальників) військових з'єднань та частин, військових навчальних закладів, установ безпосереднього підпорядкування командуванню Сухопутних військ Збройних Сил України.

## Опис відзнаки
- Почесний нагрудний знак начальника командувача Сухопутних військ Збройних Сил України «За службу» (далі — нагрудний знак) виготовляється з білого металу і має форму кола діаметром 32 мм. На лицьовому боці нагрудного знака у центрі розміщено композицію жовтого металу у вигляді гренади з палаючим вогнем на тлі схрещених гарматних стволів та розкритого парашута, обабіч яких стилізовані пташині крила та блискавки. Основою композиції є кільце жовтого металу, на якому шістнадцять п'ятипроменевих зірок.
- На зворотному боці нагрудного знака напис у два рядки «За службу», оточений лавровим вінком.
- За допомогою вушка з кільцем нагрудний знак з'єднується з прямокутною колодкою білого металу, обтягнутою стрічкою. Розмір колодки: довжина — 45 мм, ширина — 28 мм. На зворотному боці колодки — застібка для прикріплення нагрудного знака до одягу.
- Стрічка нагрудного знака шовкова муарова малинового кольору з поздовжніми сірими смужками по краям. Ширина стрічки — 28 мм, ширина сірих смужок — по 3 мм кожна.
- Планка нагрудного знака являє собою металеву пластинку, обтягнуту відповідною стрічкою. Розмір планки: висота — 12 мм, ширина — 28 мм.

## Див.також
Нагородна система України

## Порядок носіння відзнаки
Почесний нагрудний знак розміщується з лівого боку грудей парадно-вихідного мундира (кітель повсякденний) і за наявності державних нагород України, заохочувальних відзнак Міністерства оборони України, відзнак начальника Генерального штабу — Головнокомандувача Збройних Сил України розміщують після них.